# 蘭嶼光澤蝸牛
兰屿光泽蜗牛（達悟語：Taveh），又名岡田薄殼蝸，是柄眼目扁蜗牛科光澤蝸牛屬的一种。

## 分佈
為台灣特有種，只分佈於蘭嶼及綠島，為樹棲性貝類，過去為達悟族人傳統的蛋白質來源之一。

## 外部連結
- 維基物種上的相關：蘭嶼光澤蝸牛